# Цилия Лачева
Цилия Лачева (1922 – 1987) е българска писателка.

## Биография
Цилия Владимирова Лачева е родена в София. Завършва Музикалната академия. Дебютира през 1949 г. Пише книги за деца и възрастни, пътеписи и др. Отличавана е с литературни и държавни награди, нейни творби са преведени на чужди езици.
Романът ѝ „Крадлата“ е отличен с III награда от конкурса за роман на съвременна тема, организиран от ОНС в Пловдив и ДИ „Христо Г. Данов“ през 1987 г.

## Произведения
- Добружански лято (1954)
- Селският ангел (1959)
- Домът край реката (1962)
- Изгрев през облаците
- Докато дишаме (1971) – разкази
- Любов в понеделник (1974)
- Интервю (1976)
- Сини небеса (1982)
- Почти птица (1982)
- Роман на седем етажа (1970)
- Чудният пазач: Новели за деца (1972)
- Соната за три ръце (1983)
- Престъпление от любов (1985)
- Приключения в Сапунената гора (1986)
- Крадлата (1988)
- По Лениновите места (1970) – пътепис
- Огърлица от янтар (1978) – пътепис